# Orquesta Latino Caribeña Simón Bolívar
Es una agrupación nacida en el año 2010 y es dirigida por el Maestro Alberto Vergara, y tiene su sede en la ciudad de Caracas en el Conservatorio de Música Simón Bolívar. Fue creada con el fin de explorar y difundir la amplia gama de ritmos y géneros musicales latinocaribeños y contribuir con el desarrollo de la identidad cultural de Venezuela como parte del compromiso de transformación social asumido por El Sistema. Esta orquesta participó en el montaje de la ópera "Maestra Vida" de Rubén Blades en la base aérea de La Carlota (Caracas), junto a la Orquesta Sinfónica Simón Bolívar bajo la dirección de Gustavo Dudamel. 

## Integrantes
Los actuales integrantes de esta agrupación son:
| Saxofones' - Rafael Archila - Eduardo Dávila - Hector Hernández - José Rosa Trompetas - Delroy Córdova - Darwin Manzi - Alexis Rodríguez - Jhonny Rojas Trombones - Pedro Moya - Leycester Licon - Starling Díaz - Kenmanuel Araujo | Bajo - Ronald Ochoa - Israel Torres - Nelson Caraballo Percusión - Juan Carlos Segovia - Daniel Belloso - Briaimy Mijares - Jose Luis Gonzalez - Manuel Márquez - Néstor Paredes Piano - Anthony Utrera - Diego Lujano | Cantantes - Luisa Araque - Yasmary Marquez - Juan Morales - Alexis Arraez Director General - Valdemar Rodríguez Director Musical - Alberto Vergara Gerente General - Geraldine Borges Coordinación - Karla Carreño |